# Wisteria Lane
Wisteria Lane is een fictieve straat in de Amerikaanse televisieserie Desperate Housewives. De set is gebouwd in het attractiepark Universal Studios Hollywood en heet eigenlijk Colonial Street.
Deze fictieve straat is voor verschillende films en series gebruikt, waaronder Leave It to Beaver, Gremlins, The 'Burbs en Buffy the Vampire Slayer.
Vanwege de opvallende kleuren van de woningen en het hout waarmee de huizen zijn afgewerkt, behoort de stijl tot die van de "typische" Amerikaanse huizen.

## Plattegrond en overzicht van Wisteria Lane
Nr. 4347
Ida Greenberg woont daar vanaf seizoen 1 tot en met seizoen 4. Na haar dood in seizoen 4 was het huis tijdelijk van Karen McCluskey. In seizoen 6 tot en met seizoen 8 woont Mitzi Kinsky er.
Nr. 4348
Rose Kemper woonde daar, maar verhuisde in seizoen vijf. Het is onbekend wie er vanaf dan woont.
Nr. 4349
Gabrielle Solis en Carlos Solis zijn eigenaar van het huis en zijn daarnaartoe verhuisd in de zomer van 2003. Een jaar nadat de serie eindigde, verlaten ze het huis.
Nr. 4350
In seizoen 1 woont Martha Huber er, waar ze reeds jaren woonde. Nadat het huis van Edie Britt ingestort was na een brand, ging ze bij Martha wonen totdat Edie's huis weer bewoonbaar was. Wanneer Paul Young, Martha vermoordt, komt haar zus Felicia Tilman in het huis wonen. Felicia blijft in het huis tot aan het eind van seizoen 2.
Bree Van De Kamp koopt tijdens seizoen 5 het huis voor haar zoon Andrew Van De Kamp en zijn partner Alex Cominis. In seizoen 7 wonen ze er nog steeds, maar in het midden van het seizoen verhuist Alex, omdat Andrew alcoholproblemen heeft. In het midden van seizoen 8 moet Andrew weer bij Bree komen wonen, omdat hij zijn baan is kwijtgeraakt.
Nr. 4351
Het huis waar Betty Applewhite in het tweede seizoen woont, mocht in seizoen 1 niet worden gefilmd omdat het een belangrijke opnameset van The Munsters was geweest. Toen men besloot om de Applewhites te introduceren en hen in dat huis te laten wonen, moest het helemaal aangepast worden zodat het niet herkend zou worden.
Nr. 4352
Het huis heeft vele bewoners gekend:
- In seizoen 1 pleegt Mary Alice Young zelfmoord en wordt Paul Young de rechtmatige eigenaar.
- In seizoen 5 kopen Edie Williams en Dave Williams het huis, en verhuren het aan Mike Delfino. Mike blijft daar wonen totdat hij verhuist in het huis van Katherine Mayfair.
- In seizoen 6 wordt het huis bewoond door de familie Bolen. De familie blijft in het huis tot het eind van het seizoen, als Angie Bolen en Nick Bolen verhuizen naar Atlanta. Danny Bolen, hun zoon, verhuist naar New York.
- In seizoen 7 wordt het huis weer gekocht door Paul Young en kort daarna biecht hij op dat hij Martha Huber heeft vermoord. In seizoen 8 is de bewoner onbekend.

## Galerij

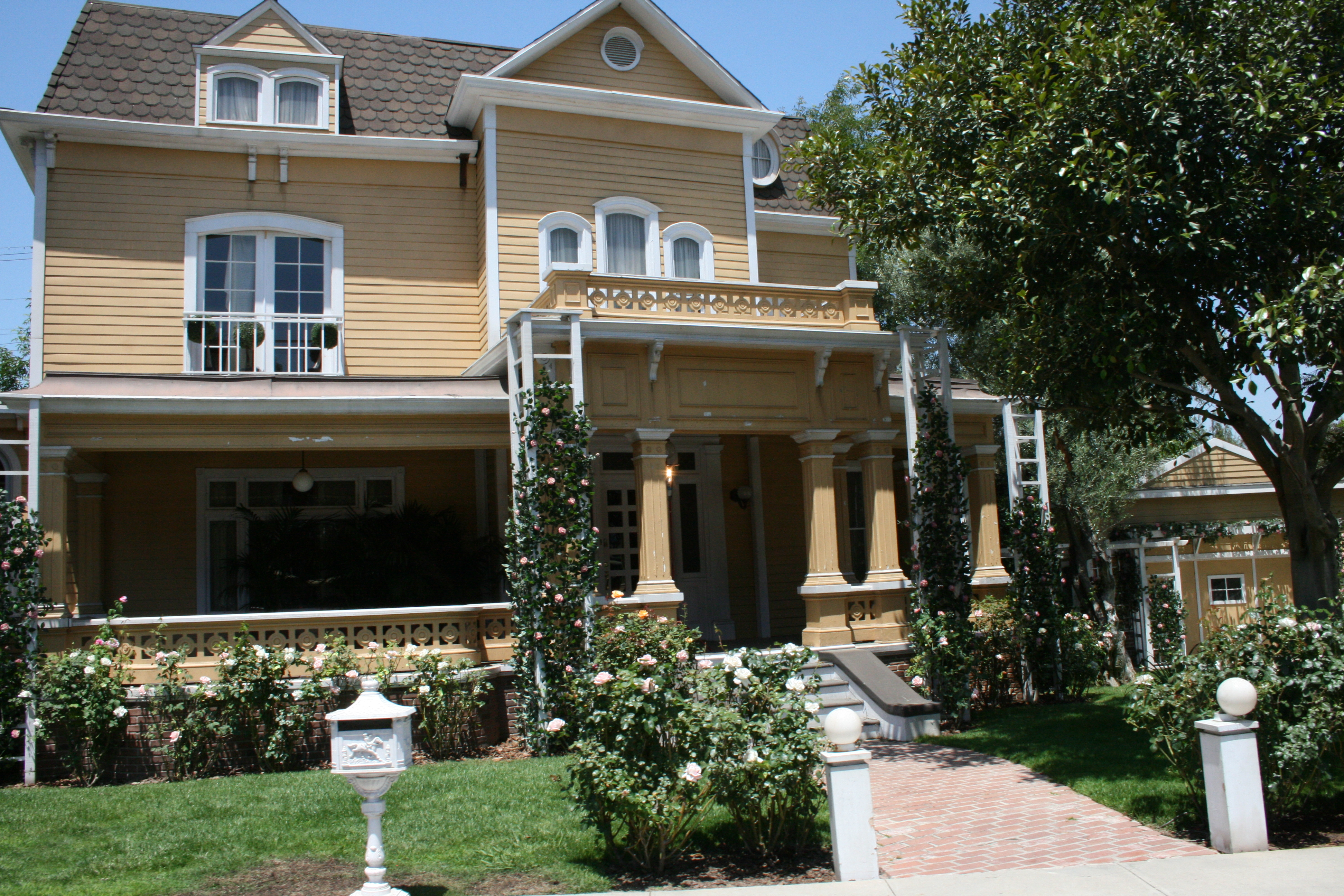
Nr. 4349
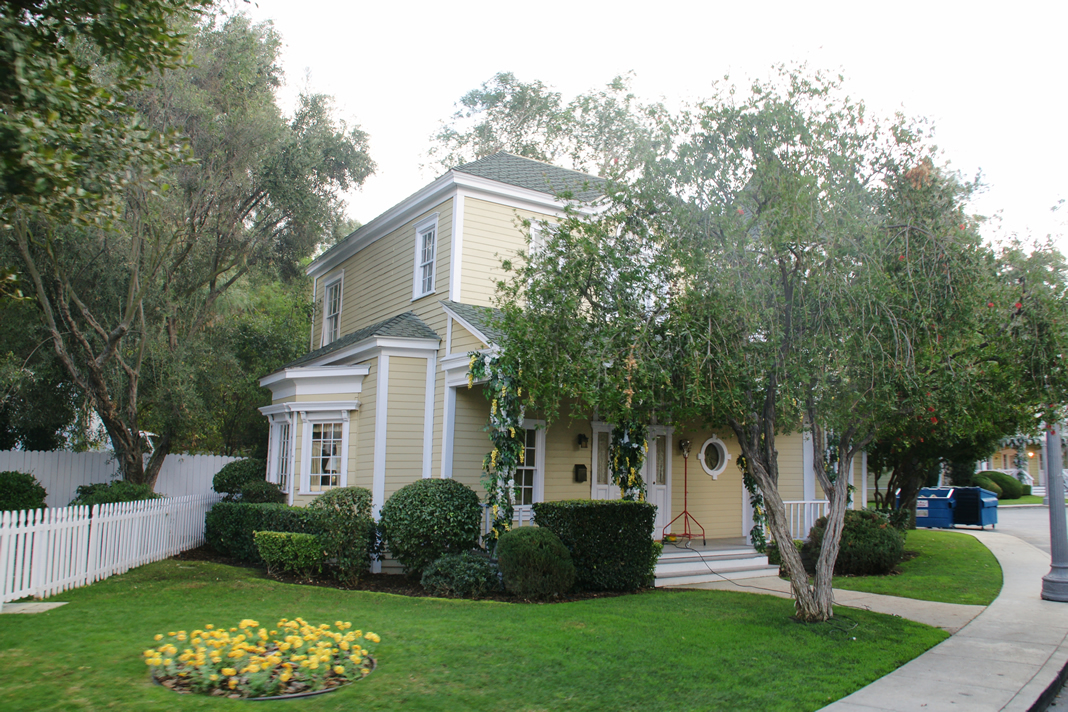
Nr. 4350
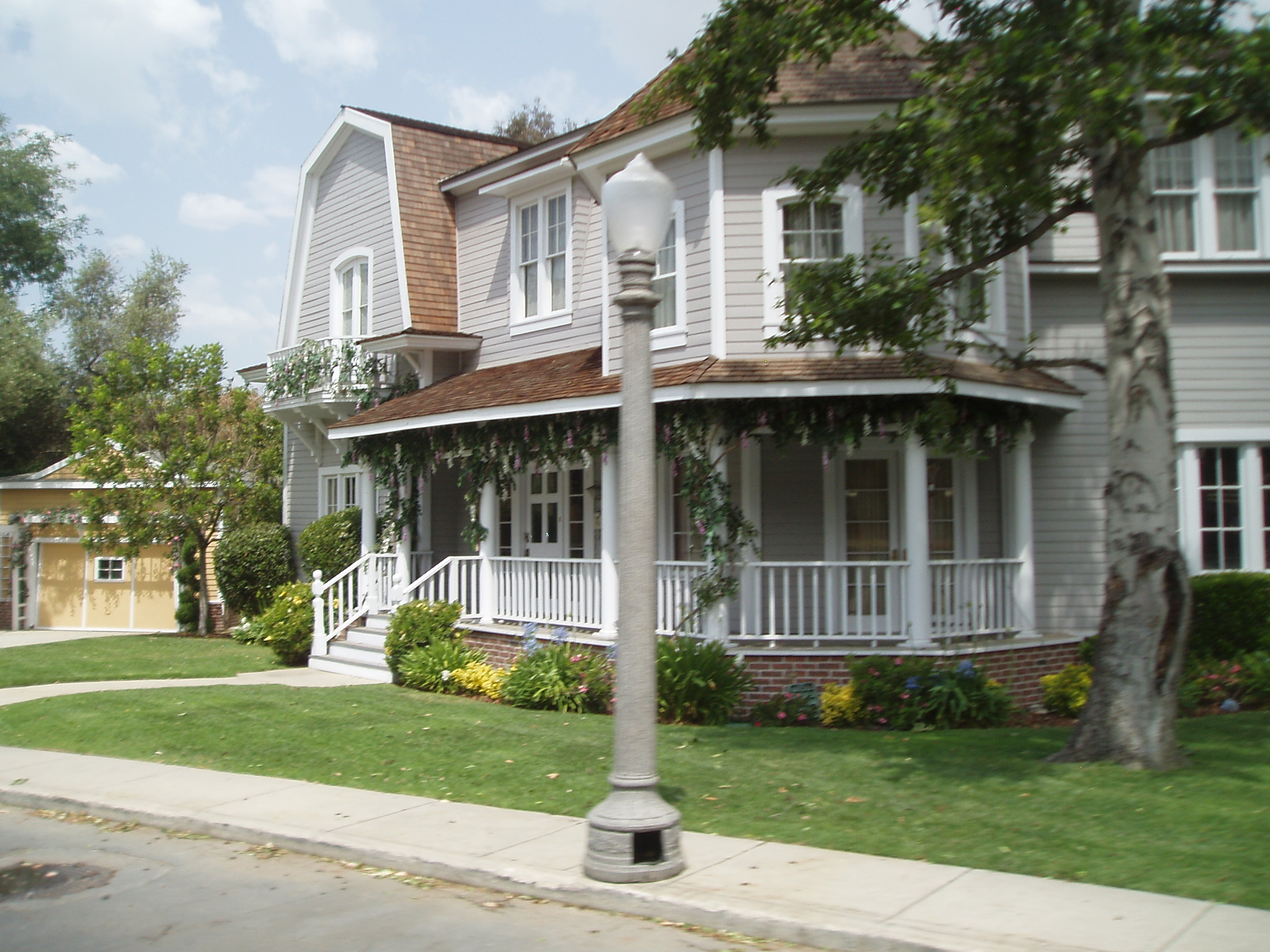
Nr. 4351
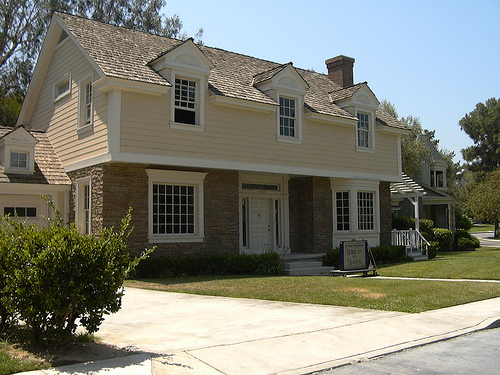
Nr. 4352